# Cartal (comandant)
Cartal (en llatí Carthalo, en grec antic Καρθάλων) va ser el comandant de la cavalleria cartaginesa a l'exèrcit d'Hanníbal l'any 217 aC.
Va lluitar contra Luci Hostili Mancí, que dirigia un grup de reconeixement, a la vora de Casilínum i el va posar en fuita. Quint Fabi Màxim Emilià, superior de Mancí, el va atacar però també va ser derrotat.
Se suposa que és el mateix Cartal que l'any 216 aC, després de la batalla de Cannes, Hanníbal va enviar a Roma amb 10 dels presoners romans, per negociar el rescat de presoners i fer un tractat de pau. Quan s'acostava a Roma el senat li va enviar un lictor per advertir-lo de què marxés del territori romà abans de la posta del sol.
L'any 208 aC era comandant de la guarnició cartaginesa a Tàrent quan els romans van conquerir aquesta ciutat. Es va rendir però un soldat romà el va matar quan anava a demanar clemència al cònsol, segons expliquen Titus Livi, Cassi Dió i Apià.